# Manuele Mori
Manuele Mori (Empoli, 9 augustus 1980) is een Italiaans voormalig wielrenner die tot 2019 reed voor  UAE Team Emirates, voorheen Lampre geheten. Zijn oudere broer Massimiliano was ook beroepsrenner, evenals hun vader Primo die een etappe won in de Ronde van Frankrijk.
Manuele Mori kwam hard ten val tijdens de negende etappe van de Ronde van Frankrijk van 2017. Zijn rechter schouder raakte uit de kom, zijn rechter schouderblad gebroken en hij liep bovendien een klaplong op.

## Belangrijkste overwinning
2003
3e etappe Ronde van Toscane, Beloften
2007
Japan Cup

## Resultaten in voornaamste wedstrijden
| Jaar | Ronde van Italië | Ronde van Frankrijk | Ronde van Spanje |
| ---- | ---------------- | ------------------- | ---------------- |
| 2004 | 76e              |                     |                  |
| 2005 | 85e              |                     |                  |
| 2006 | 88e              |                     |                  |
| 2007 | opgave           |                     |                  |
| 2008 |                  |                     |                  |
| 2009 | 93e              |                     |                  |
| 2010 |                  |                     | 88e              |
| 2011 |                  |                     | 107e             |
| 2012 |                  |                     |                  |
| 2013 |                  | 76e                 |                  |
| 2014 | 118e             |                     |                  |
| 2015 | 80e              |                     |                  |
| 2016 | 63e              |                     |                  |
| 2017 |                  | opgave              |                  |
| 2018 | 66e              |                     |                  |
| 2019 |                  |                     |                  |

| Jaar | Milaan-San Remo | Ronde van Vlaanderen | Parijs-Roubaix | Amstel Gold Race | Luik-Bast.‑Luik | Ronde van Lombardije | Waalse Pijl | Cyclassics Hamburg | Bretagne Classic |  | Wereldranglijsten |
| ---- | --------------- | -------------------- | -------------- | ---------------- | --------------- | -------------------- | ----------- | ------------------ | ---------------- |  | ----------------- |
| 2004 | 77e             |                      |                |                  | 41e             |                      | 42e         |                    |                  |  |                   |
| 2005 | 10e             |                      |                | 20e              | 54e             | opgave               | 16e         | 40e                | 20e              |  | 164e (UPT)        |
| 2006 |                 |                      |                | 49e              |                 |                      |             | 10e                | ↑                |  | 86e (UPT)         |
| 2007 | 18e             | opgave               |                | 23e              | 22e             | 31e                  | 15e         | 12e                | 9e               |  | 178e (UPT)        |
| 2008 | 28e             |                      |                |                  |                 | 25e                  |             | 33e                | 10e              |  | 143e (UPT)        |
| 2009 | 20e             |                      |                | 52e              | 66e             | 81e                  | 110e        | 29e                | 22e              |  |                   |
| 2010 | 77e             |                      |                | 34e              | 54e             | 27e                  | 82e         |                    | 18e              |  | 158e (UWK)        |
| 2011 | 72e             |                      |                | opgave           | opgave          | 54e                  | opgave      |                    |                  |  |                   |
| 2012 |                 | 68e                  |                | 57e              | 74e             |                      | 35e         | 13e                | 17e              |  | 225e (UWT)        |
| 2013 |                 |                      |                | 40e              | 68e             | 36e                  | 48e         |                    |                  |  |                   |
| 2014 | opgave          |                      |                |                  |                 |                      |             | 13e                | 35e              |  | 201e (UWT)        |
| 2015 | 82e             |                      | opgave         | 109e             | 95e             | opgave               | 90e         | 51e                | 77e              |  |                   |
| 2016 | opgave          |                      |                | 40e              | 24e             | 36e                  | 53e         | 88e                |                  |  |                   |
| 2017 | 61e             |                      |                | 29e              | 73e             |                      | 103e        |                    |                  |  | 331e (UWT)        |
| 2018 |                 |                      |                | 60e              | 108e            | opgave               | 81e         |                    |                  |  |                   |
| 2019 |                 |                      |                | opgave           | opgave          |                      | opgave      |                    |                  |  |                   |

## Ploegen
- 2002 –  Perutnina Ptuj-KRKA-Telekom Slovenije (vanaf 13 augustus)
- 2004 –  Saunier Duval-Prodir
- 2005 –  Saunier Duval-Prodir
- 2006 –  Saunier Duval-Prodir
- 2007 –  Saunier Duval-Prodir
- 2008 –  Scott-American Beef[a]
- 2009 –  Lampre-NGC
- 2010 –  Lampre-Farnese Vini
- 2011 –  Lampre-ISD
- 2012 –  Lampre-ISD
- 2013 –  Lampre-Merida
- 2014 –  Lampre-Merida
- 2015 –  Lampre-Merida
- 2016 –  Lampre-Merida
- 2017 –  UAE Team Emirates [b]
- 2018 –  UAE Team Emirates
- 2019 –  UAE Team Emirates

Wielerploegen van Manuele Mori
Beloki ·
Bertogliati · 
Cañada ·
Casero · 
Cobo ·
de la Fuente ·
Domínguez ·
Gómez Marchante ·  
Gomis · 
González · 
Horner ·
Jeker · 
Johnson ·
Lobato ·
Loddo ·  
Martín ·
Mori ·  
Piepoli · 
J. Rodríguez ·
Strazzer ·
Ventoso ·
Zaballa ·
Zaugg ·
Benítez (stagiair) · 
A. Rodríguez (stagiair) 
Bertogliati · 
Cañada ·
Casero · 
Cobo ·
Cuesta ·
de la Fuente ·
Domínguez ·
Durán ·
Edo ·
Fritsch ·
Gárate · 
José Ángel Gómez Gómez · 
José Ángel Gómez Marchante ·  
Horner ·
Jeker · 
Lobato ·  
Mori ·  
Piepoli · 
Pinotti ·
Quinziato ·
Ravaioli · 
Rodríguez ·
Tafi (tot 15/04) ·
Ventoso ·
Zaballa ·
Zaugg ·
Fernández de la Puebla (stagiair) ·
López (stagiair) · 
Mejías (stagiair) 
Benítez ·
Bertogliati · 
Cañada ·
Cobo ·
de la Fuente ·
Dionne · 
Durán ·
Fernández de la Puebla ·
Fritsch ·
Gil ·
José Ángel Gómez Gómez · 
José Ángel Gómez Marchante ·  
Lobato ·  
Mazur ·
Mejías ·
Millar ·
Mori ·  
Olsen ·
Pagliarini · 
Piepoli · 
Pinotti ·
Riccò ·
Rinero · 
Simoni ·
Trentin ·
Ventoso ·
Zárate ·
Zaugg ·
Mata (stagiair) · 
Thomas (stagiair) 
Alarcón ·
Belohvoščiks · 
Benítez ·
Bertogliati · 
Camaño ·
Cañada ·
Cobo ·
de la Fuente ·
del Nero ·
Durán ·
Fernández de la Puebla ·
Gil ·
José Ángel Gómez Gómez · 
José Ángel Gómez Marchante ·  
Mayo ·
Lobato ·  
Mazur ·
Mejías ·
Millar ·
Mori ·  
Pagliarini · 
Piepoli · 
Riccò ·
Rinero · 
Simoni ·
Trentin ·
Ventoso ·
Wielinga ·
Zárate ·
González (stagiair) · 
Merino (stagiair) ·
Serrano (stagiair) ·
Wyss (stagiair) 
Alarcón ·
Belohvoščiks · 
Benítez ·
Bertogliati · 
Camaño ·
Capecchi ·
Capelli ·
Cañada ·
Cobo ·
de la Fuente ·
del Nero ·
Durán ·
Fernández de la Puebla ·
Flahaut ·
José Ángel Gómez Gómez · 
José Ángel Gómez Marchante ·  
González ·
Intxausti ·
Jufré ·
Lobato ·  
Mejías ·
Mori ·  
Pagliarini · 
Passeron ·
Piepoli (tot 15/07) · 
Riccò (tot 15/07) ·
Wyss (stagiair)
Ballan  ·
Bandiera ·
Bindi ·
Boets · 
Bono ·     
Bruseghin ·
Caucchioli ·
Cunego ·
Da Dalto · 
Furlan ·
Gasparotto ·
Gavazzi ·
Grendene · 
Loosli ·
Lorenzetto ·
Magazzini ·
Marzano ·
Manuele Mori ·
Massimiliano Mori ·
Ponzi ·
Righi ·
Santambrogio ·
Sapa ·
Špilak ·
Tiralongo ·
Tomei ·
Zagorodni ·
Malori (stagiair)
Balloni ·
Bernucci ·
Boets · 
Bole ·
Bono ·     
Cunego ·
Da Dalto · 
Furlan ·
Gavazzi ·
Grendene · 
Hondo ·
Kasjetsjkin ·
Loosli ·
Lorenzetto ·
Magazzini ·
Malori ·
Marzano ·
Mori ·
Petacchi ·
Pietropolli ·
Ponzi ·
Righi ·
Sapa ·
Simoni (tot 31/05) ·
Spezialetti ·
Špilak ·
Ulissi ·
Pasqualon (stagiair) ·
Rabottini (stagiair) ·
Rocchetti (stagiair)
Balloni ·
Bertagnolli ·
Boets · 
Bole ·
Bono ·     
Cunego ·
Gavazzi ·
Hondo ·
Kasjetsjkin (tot 31/07) ·
Kondroet ·
Kostjoek ·
Kryvtsov ·
Kvatsjoek ·
Loosli ·
Magazzini ·
Malori ·
Marzano ·
Mori ·
Niemiec ·
Pérez ·
Petacchi ·
Pietropolli ·
Righi ·
Scarponi ·
Spezialetti ·
Špilak ·
Szeghalmi ·
Ulissi ·
Graziato (stagiair) ·
Tedeschi (stagiair) ·
Tiozzo (stagiair)
Anacona ·
Bertagnolli ·
Boets · 
Bole ·
Bono ·  
Cimolai ·   
Cunego ·
Graziato ·
Hondo ·
Kostjoek ·
D. Kryvtsov ·
J. Krivtsov ·
Kvatsjoek ·
Lloyd ·
Malori ·
Marzano ·
Mori ·
Niemiec ·
Petacchi ·
Pietropolli ·
Possoni ·
Righi ·
Scarponi ·
Sjejdyk ·
Spezialetti ·
Stortoni ·
Ulissi ·
Viganò ·
Cattaneo (stagiair) ·
Viola (stagiair) ·
Wackermann (stagiair)
Anacona ·
Bono ·  
Cattaneo ·
Cimolai ·   
Cunego ·
Dodi ·
Đurasek ·
Favilli ·
Ferrari ·
Graziato ·
Lloyd ·
Malori ·
Mori ·
Niemiec ·
Palini ·
Petacchi (tot 23/04) ·
Pietropolli ·
Polanc ·
Pozzato ·
Richeze ·
Scarponi ·
Serpa ·
Stortoni ·
Ubeto ·
Ulissi ·
Viganò ·
Wackermann ·
Bonifazio (stagiair) ·
Cambianica (stagiair) ·
Conti (stagiair)
Anacona · Bonifazio · Bono · Cattaneo · Cimolai · Conti · Costa  · Cunego · Dodi · Đurasek · Favilli · Ferrari · Horner · Modolo · Mori · Niemiec · Oliviera · Palini · Polanc · Pozzato · Richeze · Serpa · Ulissi · Valls · Wackermann · Xu · Kasjavy (stagiair) · Vaccher (stagiair)
Bonifazio · Bono · Cattaneo · Cimolai · Conti · M. Costa · R. Costa · Đurasek · Feng · Ferrari · Grmay · Kasjavy · Modolo · Mori · Niemiec · Oliviera · Pibernik · Plaza · Polanc · Pozzato · Richeze · Serpa · Ulissi · Valls · Xu · Ganna (stagiair) · Pacioni (stagiair) · Ravasi (stagiair)
Arashiro · Bono · Cattaneo · Cimolai · Conti · M. Costa · R. Costa · Đurasek · Feng · Ferrari · Grmay · Kasjavy · Kump · Meintjes · Modolo · Mohorič · Mori · Niemiec · Petilli · Pibernik · Polanc · Ulissi · Xu · Zurlo · Masnada (stagiair) · Ravasi (stagiair) · Troia (stagiair)
Aït el Abdia · Atapuma · Bono · Consonni · Conti · Costa · Đurasek · Ferrari · Ganna · Guardini · Kump · Laengen · Marcato · Meintjes · Mirza · Modolo · Mohorič · Mori · Niemiec · Petilli · Polanc · Ravasi · Swift · Troia  · Ulissi · Zurlo · Lizde (stagiair) · Raboesjenka (stagiair) · Romano (stagiair)
Aït el Abdia · Aru · Atapuma · Bono · Bystrøm · Consonni · Conti · Costa · Đurasek · Ferrari · Ganna · Kristoff  · Laengen · Marcato · Martin · Mirza · Mori · Niemiec · Petilli · Polanc · Ravasi · Raboesjenka · Sutherland · Swift · Troia  · Ulissi
Aru · Bohli · Bystrøm · Consonni · Conti · Costa · Đurasek · Ferrari · Gaviria · Henao · Kristoff · Laengen · Marcato · Martin · Mirza · Molano · Mori · Muñoz · I. Oliveira · R. Oliveira · Petilli · Philipsen · Pogačar · Polanc · Ravasi · Raboesjenka · Sutherland · Troia  · Ulissi